# Хояне-Павловента
Хояне-Павловента (пол. Chojane-Pawłowięta) — село в Польщі, у гміні Кулеше-Косьцельне Високомазовецького повіту Підляського воєводства.
Населення — 104 особи (2011).
У 1975-1998 роках село належало до Ломжинського воєводства.

## Демографія
Демографічна структура станом на 31 березня 2011 року:
|          | Загалом | Допрацездатний вік | Працездатний вік | Постпрацездатний вік |
| -------- | ------- | ------------------ | ---------------- | -------------------- |
| Чоловіки | 49      | 9                  | 31               | 9                    |
| Жінки    | 55      | 18                 | 27               | 10                   |
| Разом    | 104     | 27                 | 58               | 19                   |